# Connecticut Sun 2017
La stagione 2017 delle Connecticut Sun fu la 19ª nella WNBA per la franchigia.
Le Connecticut Sun arrivarono seconde nella Eastern Conference con un record di 21-13. Nei play-off vinsero al secondo turno con le Phoenix Mercury (1-0).

## Roster
| N° | Naz.                   | Ruolo | Sportivo           | Anno | Alt. | Peso |
| -- | ---------------------- | ----- | ------------------ | ---- | ---- | ---- |
| 1  | Stati Uniti (bandiera) | G     | Rachel Banham      | 1993 | 175  | 76   |
| 2  | Stati Uniti (bandiera) | G     | Feyonda Fitzgerald | 1995 | 175  | 64   |
| 5  | Stati Uniti (bandiera) | G     | Jasmine Thomas     | 1989 | 175  | 66   |
| 7  | Stati Uniti (bandiera) | A     | Kayla Pedersen     | 1989 | 193  | 86   |
| 10 | Stati Uniti (bandiera) | G     | Courtney Williams  | 1994 | 173  | 62   |
| 11 | Stati Uniti (bandiera) | AC    | Danielle Adams     | 1989 | 185  | 108  |
| 12 | Stati Uniti (bandiera) | C     | Lynetta Kizer      | 1990 | 193  | 104  |
| 15 | Stati Uniti (bandiera) | A     | Jordan Hooper      | 1992 | 188  | 84   |
| 20 | Stati Uniti (bandiera) | G     | Alex Bentley       | 1990 | 170  | 69   |
| 25 | Stati Uniti (bandiera) | A     | Alyssa Thomas      | 1992 | 188  | 84   |
| 33 | Stati Uniti (bandiera) | A     | Morgan Tuck        | 1994 | 188  | 91   |
| 35 | Bahamas (bandiera)     | AC    | Jonquel Jones      | 1994 | 198  | 86   |
| 40 | Stati Uniti (bandiera) | GA    | Shekinna Stricklen | 1990 | 188  | 81   |
| 42 | Stati Uniti (bandiera) | A     | Brionna Jones      | 1995 | 191  | 104  |

## Staff tecnico
- Allenatore: Curt Miller
- Vice-allenatori: Nicki Collen, Steve Smith
- Preparatore atletico: Jeremy Norman
- Preparatore fisico: Tim Yuhas